# 爆笑問題のススメ
爆笑問題のススメ（ばくしょうもんだいのススメ）は、日本テレビ系列で放送されていたトーク中心の深夜バラエティ番組。爆笑問題の冠番組。
2002年9月30日、日本テレビ深夜放送枠『ZZZ』の内包番組として放送開始。『ZZZ』終了後も引き続き月曜深夜にて、2006年3月31日まで放送された。
前番組である『爆笑大問題シリーズ』同様、札幌テレビの制作番組。

## 出演者
- 爆笑問題（太田光・田中裕二）
- 眞鍋かをり

## 番組の流れ

### ゲストトーク
作家をゲストに迎え、ゲストの代表作や新作、ゲストの経歴や職種などからトークを行う番組のメインコーナー。
トークの最後には、太田が付けたゲスト作家のキャッチコピーが発表される。

### 今週のかをりちゃん
「今週のあとがき」との繋ぎコーナーで、田中と眞鍋がスタジオのセットのない所にあるテーブルの横で雑談する。
太田はほとんど椅子に座り、たばこを吸ったり、本を読んだりしていて、たまにしか雑談に参加しない。

### 今週のあとがき
「爆笑大問題シリーズ」の「今週のコラム」から引き継いだコーナーで、太田が流行や時候などの事柄をテーマにした論説をコラム形式にて行う。
田中・眞鍋は太田の後ろに座り、リアクションやツッコミを入れる。当初はトークゲストも同席していたが、後期はゲストの参加は無くなった。
「かわいいシモネタンカ」が放送される回は、放送されない。

### かわいいシモネタンカ
眞鍋が進行を担当するコーナーで、シモネタを含んだかわいい短歌を視聴者から募集し、その中から優秀作品を番組内で発表する。
眞鍋が最も素晴らしいと感じた作品（“感じタンカ”）は、眞鍋が直筆で色紙に書いて保存。番組携帯サイトにも掲載された。

### ZZZ内包時代のコーナー

#### 前座
放送開始初期は作家とのトークの前に、スタッフに扮したX-GUN（西尾孝隆、さがね正裕）やGO・JO（吉見幸洋、阪田マサノブのお笑いコンビ。タイタン所属）が作家や番組が名付けた作家のキャッチコピー「〜のススメ」を紹介する前座コントがあった。
2005年4月から司会者の3人が前説をし、阪田マサノブがナレーターとなって作家を紹介。

#### かんづめ部屋
太田編集長が、毎回新人作家のオーディションを開き、オーディションで選ばれた新人作家をサポート・アドバイスする。
薔薇憂鬱彦（ばらゆううつひこ。1964年 - ）、内山実香（1979年 - 、静岡県出身）、小沢友紀子（1974年 - 、東京大学大学院中退）が作家デビューした。

## DVD
いずれもバップから発売。番組でカットされた発言や「あとがき」を完全収録。
1. （2004年3月24日発売）
俵万智（#22、2003年3月10日放送）、花村萬月（#26、2003年4月7日放送）、田原総一朗（#24、2003年3月24日放送）、松尾スズキ（#36、2003年6月16日放送）
2. （2004年12月22日発売）
糸井重里（#74、2004年3月22日放送）、リリー・フランキー（#71、2004年3月1日放送）、TETSUYA（ドリアン助川。#62、2004年12月15日放送）、みうらじゅん（#94、2004年8月9日放送）
3. （2005年4月21日発売）
岩井志麻子、中村うさぎ、倉田真由美、辛酸なめ子
4. リクエストベスト3（2005年12月21日）
富野由悠季、京極夏彦、中島らも

## 関連書籍
爆笑問題の文学のススメ（新潮社、2003年10月20日発売）

## エンディングテーマ
- GARNET CROW「Holy ground」（2002年4月）
- 井上陽水「飾りじゃないのよ 涙は」（2002年10月）
- BUCK-TICK「残骸」（2003年1月）
- 熊木杏里「今は昔」（2003年2月）
- SOUL'd OUT「Flyte Tyme」（2003年4月）
- 横須賀ゆめな「夏空」（2003年5月〜7月）
- 陰陽座「醒」（2003年10月）
- 横須賀ゆめな「横須賀ストーリー」（2004年3月）
- Vo Vo Tau「Can u Stay」（2004年6月〜7月）
- Zwei「ワタシ飼いの唄」（2004年7月）
- 平尾勇気「グッド・バイ・マイ・ラブ」（2004年9月）
- Zwei「Pretty Queen」（2004年10月）
- 岡本真夜「美しき人」（2004年10月）
- 大田クルー「大田区よいとこ一度はおいでチョイナチョイナ」(2004年12月)
- Kimberly Grigsby「Overture」（2005年）
- 世理奈「行方知レズ」（2005年1月）
- 清春「LAST SONG―最後の詞―」（2005年2月）
- ワイルド「ヒプノティック」（2005年3月）
- スターダスト・レビュー「木蘭の涙」（2005年5月）
- 北出菜奈「KISS or KISS」（2005年6月）
- 牧伊織「君への歌」（2005年9月）
- Aqua Timez「等身大のラブソング」（2005年11月）
- マキシマムザホルモン「What's up, people?!」（2005年11月）
- I THE TENDERNESS「TIL'INFINITY」（2005年12月）
- 美月「Discover」（2006年1月）
- シュナッピー「ぼくはシュナッピー」（2006年2月）
- オオゼキタク「星のドライブ」（2006年2月）
- RAMJA「Fly Fly Fly」（2006年2月）
- 上原奈美「15 Carat」（2006年3月）

## スタッフ
- ナレーション : 百瀬圭
- 構成 : 田中直人、高橋洋二、新田英生、秋葉高彰、野口悠介
- SW (スイッチャー)  : 岩澤治
- カメラマン : 安田朗、坂本等､ 山田康平
- VE (ビデオエンジニア)  : 鈴木孝則
- 音声 : 小栗昌子
- 照明 : 山口泰一郎
- 美術 : 嶋野哲也
- セットデザイン : 小澤秀高、奥山久
- 大道具 : 相馬勇
- タイトルCG : 有田徹二
- ヘアメイク : 遠藤泉
- VTR編集 : 星名隆志
- MA : 柞山京一
- 選曲効果 :松下俊彦
- デスク : 江口美和
- AD (アシスタントディレクター)  : 鈴木亜里沙、信國和敏
- ディレクター : 萩原博喜、西川竜介、辻隆宏、稲永史郎
- 演出 : 野澤尚弘
- AP (アシスタントプロデューサー)  : 渋谷江里
- プロデューサー : 錦信次
- 制作 : 小山俊郎
- 技術協力 : ジャパンヴィステック、ビデオスクエア、阿うん�、映広
- 美術協力 : 未来企画
- 撮影スタジオ : スタジオ・ドールアップ
- 音楽協力 : 日本テレビ音楽
- 協力 : タイタン
- 制作協力 : IVSテレビ制作
- 制作著作 : 札幌テレビ

## 各地の放送時間
| 地域           | 放送局                    | 系列         | 放送曜日と時間                 | 放送日の遅れ |
| -------------- | ------------------------- | ------------ | ------------------------------ | ------------ |
| 北海道         | 札幌テレビ（STV）         | 日本テレビ系 | 毎週月曜 深夜0時20分 - 0時50分 | 制作局       |
| 青森県         | 青森放送（RAB）           | 日本テレビ系 | 毎週月曜 深夜0時20分 - 0時50分 | 同時ネット   |
| 岩手県         | テレビ岩手（TVI）         | 日本テレビ系 | 毎週月曜 深夜0時20分 - 0時50分 | 同時ネット   |
| 秋田県         | 秋田放送（ABS）           | 日本テレビ系 | 毎週月曜 深夜0時20分 - 0時50分 | 同時ネット   |
| 福島県         | 福島中央テレビ（FCT）     | 日本テレビ系 | 毎週月曜 深夜0時20分 - 0時50分 | 同時ネット   |
| 山梨県         | 山梨放送（YBS）           | 日本テレビ系 | 毎週月曜 深夜0時20分 - 0時50分 | 同時ネット   |
| 長野県         | テレビ信州（TSB）         | 日本テレビ系 | 毎週月曜 深夜0時20分 - 0時50分 | 同時ネット   |
| 静岡県         | 静岡第一テレビ（SDT）     | 日本テレビ系 | 毎週月曜 深夜0時20分 - 0時50分 | 同時ネット   |
| 石川県         | テレビ金沢（KTK）         | 日本テレビ系 | 毎週月曜 深夜0時20分 - 0時50分 | 同時ネット   |
| 福井県         | 福井放送（FBC）           | 日本テレビ系 | 毎週月曜 深夜0時20分 - 0時50分 | 同時ネット   |
| 山口県         | 山口放送（KRY）           | 日本テレビ系 | 毎週月曜 深夜0時20分 - 0時50分 | 同時ネット   |
| 徳島県         | 四国放送（JRT）           | 日本テレビ系 | 毎週月曜 深夜0時20分 - 0時50分 | 同時ネット   |
| 香川県・岡山県 | 西日本放送（RNC）         | 日本テレビ系 | 毎週月曜 深夜0時20分 - 0時50分 | 同時ネット   |
| 愛媛県         | 南海放送（RNB）           | 日本テレビ系 | 毎週月曜 深夜0時20分 - 0時50分 | 同時ネット   |
| 鳥取県・島根県 | 日本海テレビ（NKT）       | 日本テレビ系 | 毎週月曜 深夜0時25分 - 0時55分 | 5分遅れ      |
| 福岡県         | 福岡放送（FBS）           | 日本テレビ系 | 毎週月曜 深夜0時50分 - 1時20分 | 30分遅れ     |
| 長崎県         | 長崎国際テレビ（NIB）     | 日本テレビ系 | 毎週月曜 深夜0時50分 - 1時20分 | 30分遅れ     |
| 大分県         | テレビ大分（TOS）         | 日本テレビ系 | 毎週月曜 深夜0時50分 - 1時20分 | 30分遅れ     |
| 新潟県         | テレビ新潟（TeNY）        | 日本テレビ系 | 毎週月曜 深夜0時55分 - 1時25分 | 35分遅れ     |
| 鹿児島県       | 鹿児島読売テレビ（KYT）   | 日本テレビ系 | 毎週火曜 深夜0時50分 - 1時20分 | 1日遅れ      |
| 宮城県         | ミヤギテレビ（MMT）       | 日本テレビ系 | 毎週水曜 深夜0時20分 - 0時50分 | 2日遅れ      |
| 山形県         | 山形放送（YBC）           | 日本テレビ系 | 毎週水曜 深夜0時20分 - 0時50分 | 2日遅れ      |
| 中京広域圏     | 中京テレビ（CTV）         | 日本テレビ系 | 毎週水曜 深夜0時20分 - 0時50分 | 2日遅れ      |
| 熊本県         | くまもと県民テレビ（KKT） | 日本テレビ系 | 毎週水曜 深夜0時20分 - 0時50分 | 2日遅れ      |
| 高知県         | 高知放送（RKC）           | 日本テレビ系 | 毎週木曜 深夜0時50分 - 1時20分 | 3日遅れ      |
| 広島県         | 広島テレビ（HTV）         | 日本テレビ系 | 毎週木曜 深夜1時20分 - 1時50分 | 3日遅れ      |
| 関東広域圏     | 日本テレビ（NTV）         | 日本テレビ系 | 毎週金曜 深夜1時30分 - 2時     | 4日遅れ      |
| 近畿広域圏     | 読売テレビ（ytv）         | 日本テレビ系 | 毎週日曜 深夜0時55分 - 1時25分 | 6日遅れ      |
| 富山県         | 北日本放送（KNB）         | 日本テレビ系 | 毎週月曜 深夜1時15分 - 1時45分 | 7日遅れ      |
| 沖縄県         | 琉球放送（RBC）【注】     | TBS系        | 毎週月曜 深夜1時55分 - 2時25分 | 56日遅れ     |

【注】「号外!!爆笑大問題」が放送された頃は沖縄テレビで放送されていた（1998年 - 1999年）。